# Шетња за памћење (роман)
Шетња за памћење је роман америчког књижевника Николаса Спаркса из 1999. године. Преведен је на српски језик 2013. године.
Роман, смештен у 1958–1959 у Бофорту, Северна Каролина, прича је о двоје тинејџера који се заљубљују једно у друго упркос неједнакости њихових личности. Шетња за памћење је адаптирана у истоименом филму.

## Настанак
Спаркс је написао рукописе за Шетњу за памћење, свој трећи роман, у лето 1999. године. Написао га је у Северној Каролини, која је место радње романа. Као и његов први објављен роман Бележница, пролог Шетње за сећање је написан последњи. Наслов  преузет је са једне од завршних страница романа: „У сваком погледу, шетња за памћење.“ Роман је написан у првом лицу, а његов наратор је приповедач - седамнаестогодишњи дечак, који је живео 1950-их. година.
Роман је инспирисан Спарксовом сестром, Данијелом Спаркс Луис, која је касније умрла од рака у јуну 2000. године. Иако је прича углавном измишљена, одређени делови су засновани на стварним искуствима. На пример, његова сестра, баш као и Џејми, никада није била популарна у школи и увек је носила ружан џемпер. И баш као и Џејми, увек је носила Библију са собом где год је ишла. И баш као Ландон и Џејми, никада у хиљаду година нико није помислио да ће се неко дубоко заљубити у њу. Муж његове сестре јој је предложио брак упркос њеној болести. Након њене смрти, Спаркс је у хвалоспеву рекао: „...Претпостављам да сам написао овај роман не само да бисте могли да упознате моју сестру, већ и да бисте знали како је то дивно што је њен муж једном учинио за њу."

## Радња романа
Прича почиње прологом Ландона Картера са 57 година. Остатак приче се дешава када је Ландон 17-годишњи матурант. Ландон живи у малом, религиозном граду Бофорту у Северној Каролини. Његов отац је генијалан, харизматичан конгресмен.
Ландонов отац није много у близини, пошто живи у Вашингтону. Ландон је повученији, што изазива извесну напетост у њиховом односу. Ландонов отац врши притисак на њега да се кандидује за председника разреда. Његов најбољи пријатељ, Ерик Хантер, који је најпопуларнији дечак у школи, помаже му и, на његово изненађење, Ландон побеђује на изборима. Као председник студентског тела, Ландон је обавезан да присуствује школском плесу. Пита много девојака, али ниједна није доступна. Те ноћи, он прелистава свој годишњак, покушавајући да пронађе прихватљив датум. Пошто изгледа да нико други није доступан, Ландон невољно пита Џејми Саливан, ћерку Хегберта Саливана, Бофортовог црквеног свештеника, која прихвата његов позив. Док је Џејми веома религиозна и свуда са собом носи Библију, Ландон (један од популарних ученика) нерадо иде на плес са неким попут ње. Када Ландону прети Лев, Џејми прискаче Ландону у помоћ, на његову захвалност. На крају ноћи, признаје да јој је то био најбољи састанак са неким.
Неколико дана касније, Џејми тражи од Ландона да учествује у школској продукцији Божићног анђела. Иако Ландон није баш одушевљен учешћем, он је ипак пристао на то. Џејми, с друге стране, није могла да буде срећнија због свог новог партнера. Ландон зна да ће га, ако његови пријатељи сазнају за његову улогу у представи, немилосрдно задиркивати. Једног дана на проби, Џејми пита да ли ће Ландон да је отпрати кући, након чега то постаје рутина. Неколико дана касније, Ерик се руга пару током њихове шетње кући и Ландону је заиста непријатно што је са Џејми. У међувремену, Ландон наставља да учи о свим људима и организацијама које Џејми проводи помажући, укључујући и сиротиште. Ландон и Џејми једног дана посећују сиротиште да би разговарали о могућем приказивању Божићног анђела, али је њихов предлог брзо одбио господин Џенкинс. Када су Џејми и Ландон чекали да упознају господина Џенкинса, она каже Ландону да све што жели у будућности јесте да се венча у цркви пуној људи и да је отац води низ пролаз. Док Ландон мисли да је ово чудна жеља, он је прихвата. Искрено, он почиње да ужива у времену које проводи са њом.
Једног дана, док су ходали кући, Ландон виче на Џејми и он јој каже да није пријатељ са њом. Следећег дана на првој премијери Божићног анђела, Џејми излази на сцену обучена као анђео, натерајући Ландона да једноставно изговори своју реченицу, „Ти си прелепа“, по први пут. Након тога, Џејми пита Ландона да ли би отишао и донео тегле са новцем прикупљеним за божићне поклоне сирочади. Када Ландон сакупи тегле, има само 55,73 долара, али када да новац Џејми, има 247 долара. Џејми купује поклоне за сиротиште, а Ландон и Џејми тамо проводе Бадње вече. Џејмијин божићни поклон Ландону је Библија њене покојне мајке. Док улазе у ауто да иду кући, Ландон схвата своја права осећања према њој. „Све што сам могао да урадим је да се запитам како сам се икада заљубио у девојку као што је Џејми Саливан“. Позива је у своју кућу на божићну вечеру. Следећег дана Ландон посећује Џејми у њеној кући, где деле свој први пољубац на њеном трему. Након тога, Ландон пита Хегберта да ли могу да оду у локални ресторан, у новогодишњој ноћи. Док Хегберт у почетку одбија, након што Ландон изјави своју љубав према Џејми, Хегберт то дозвољава.
На Нову годину Џејми и Ландон иду на вечеру, где имају свој први плес. Неколико недеља касније, Ландон каже Џејми да је заљубљен у њу. На његово изненађење, Џејми одговара инсистирањем да не може бити. Као одговор, Ландон захтева објашњење а Џејми открива да она умире од леукемије.
Следеће недеље, Хегберт објављује својој скупштини да му ћерка умире. Џејми се не враћа у школу следећег понедељка и да се на крају сазнаје да је превише болесна и да се никада неће вратити у школу. Док су вечерали у Ландоновој кући, Џејми по први пут каже Ландону: „И ја тебе волим“. Неколико недеља касније, Ерик и Маргарет посећују Џејми, где се извињавају што су били груби према њој. Ерик даје Џејми 400 долара које је прикупио за сиротиште. Џејми одбија да остане у болници јер жели да умре код куће. Заузврат, Ландонов отац помаже Џејми да обезбеди најбољу опрему и докторе како би она могла да проведе остатак живота код куће. Овај гест помаже да се поправи јаз између оца и сина. Једног дана, док је седео поред Џејми док она спава, Ландон долази на идеју. Трчи у цркву да пронађе Хегберта и тражи од њега дозволу да се ожени са Џејми. Док Хегберт оклева, његово одбијање да одбије Ландонов захтев Ландон види као одобрење. Ландон трчи назад до Џејми и пита: „Хоћеш ли се удати за мене?“
Ландон и Џејми су се венчали у цркви пуној људи. Иако је слаба и у инвалидским колицима, она инсистира на томе да прође низ пролаз како би је отац поклонио што је био део њеног сна. Ландон се сећа да је помислио "Била је то... најтежа шетња коју је ико икада морао да направи. У сваком погледу, шетња за памћење". Када стигну испред цркве, Хегберт каже: „Не могу више да дам Џејми него што могу да дам своје срце. Али оно што могу да урадим је да дозволим неком другом да учествује у радости коју ми је она одувек давала“. Хегберт је морао да доживи толико бола у свом животу, прво је изгубио жену, а сада зна да ће и његово једино дете ускоро нестати. Књига се завршава са Ландоном 40 година касније у његовој 57. години. Он још увек воли Џејми и носи њен прстен. Он завршава причу речима: „Сад верујем, узгред буди речено, да се чуда могу дешавати.“

## Ликови
- Ландон Картер је син богате породице, наратор романа.
- Џејми Саливан је ћерка црквеног свештеника Хегберта Саливана. Веома је религиозна, слатка и љубазна.
- Господин Картер је отац Ландона Картера. Он је конгресмен у Северној Каролини и одлази девет месеци у години јер живи у Вашингтону.
- Госпођа Картер је мајка Ландона Картера. „Она [је] фина дама, слатка и нежна.“
- Хегберт Саливан је отац Џејми. Он је црквени свештеник. Његова жена је умрла убрзо након што је родила Џејми. Он је веома стар са „провидном кожом“; често је нервозан, али његова ћерка га описује као неког ко има „добар смисао за хумор“. Написао је локалну драму Божићни анђео, али не воли господина Картера због избора његовог оца.
- Анђела Кларк је прва Ландонова девојка, а затим почиње да излази са Луом.
- Кери Денисон је благајник у Ландоновој средњој школи, као и свирач тубе. Он је непропорционалан, кратких руку, крупног стомака, пискавог гласа.
- Лу је дечко Анђеле Кларк, који „има [има] двадесет година и [ради] као механичар“ и „увек [носи] белу мајицу“.
- Госпођица Гарбер је наставница драме у Ландоновој средњој школи. „Она [је] висока, са пламеном црвеном косом и бледом кожом која [показује] њене пеге и у четрдесетим.“ Њена омиљена реч је чудесна.
- Ерик Хантер је Ландонов најбољи пријатељ, који се више исмејава него што је прави пријатељ. Популарни спортиста у школи, почиње веома грубо, али када трагедија задеси његовог дугогодишњег пријатеља, он показује да је саосећајан.
- Еди Џонс није баш омиљен у драмском одељењу. Требало је да игра главног лика у представи, али бива деградиран на "бум" када Ландон почне да глуми. Изузетно је апатичан.
- Госпођа Саливан је споредна улога. Описана као „слатка стварчица“, умрла је док је рађала Џејми, а Хегберту и Џејми веома недостаје.
- Маргарет, навијачица, је Ерикова девојка.

## Критике
Роман је објављен у октобру 1999. у тврдом повезу, а касније и у меком издању. Провео је скоро шест месеци на листи најпродаванијих у тврдом повезу, а додатна четири месеца на меком повезу.
Роман је добио различите критике критичара. Sunday New York Post сматра да „никада не пропушта да буде занимљива, дирљива, понекад задивљујућа ... књига коју нећете ускоро заборавити“. African Sun Times понавља коментаре првог, рекавши: „Изванредна љубавна прича која ће, као и њени претходници, свуда дирнути срца читалаца.“ New York Daily News удељује комлименте Спарксу, коментаришући да је он „написао слатку причу о томе како је он „написао слатку причу о томе“ - млада, али вечна љубав, и иако нам је рекао да очекујемо и радост и тугу, сузе ће ипак доћи“. Клариса Круз из Entertainment Weekly, је, међутим, критиковала роман, рекавши: „Са својом клишеом прожетом прозом и обртима заплета који се могу предвидети након што се прелети пролог, најновији, роман Николаса Спаркса, више личи на сценарио коју неко после школе пише и то се приближава књижевности." Иако је роман број 12 на њиховој листи бестселера из 1999. године, Publishers Weekly га је описао као "принудну причу о пунолетству" и "ауторов најједноставнији , формулисан и очигледно мелодраматичан пакет до данас“. Тереза Паркс даље каже да ће многи бити разочарани: „Читаоци могу бити фрустрирани непроменљивом формулом коју Спаркс, чини се, редовно враћа“. Она такође пише да је посебно сличан Бележници у свом „отрцаном флешбек уређају који имитира Бележница“. Све у свему, Publishers Weekly је изразио своје разочарење.

## Адаптација
Шетња за памћење је адаптирана у истоименом филму, поставши Спарксов други роман прилагођен великом платну након романа Порука у боци. Спаркс је продао филмска права Warner Bros у децембру 1998, неколико месеци пре објављивања романа. Филм је режирао Адам Шенкман; филм је премијерно приказан 25. јануара 2002. године.